# Opius paraphytomyzae
Opius paraphytomyzae är en stekelart som beskrevs av Fischer 2005. Opius paraphytomyzae ingår i släktet Opius och familjen bracksteklar. Inga underarter finns listade i Catalogue of Life.